# Іньяціо Чеффалія
Іньяцо Чеффалія (італ. Ignazio Ceffalia, нар. 28 квітня 1975, Палермо, Італія) — італійський єпископ Італо-албанської католицької церкви, титулярний архієпископ Фйорентіно, ватиканський дипломат, з 25 березня 2025 року — апостольський нунцій у Білорусі.

## Життєпис
Іньяцо Чеффалія народився 28 квітня 1975 року в місті Палермо (Італія) у родині з П'яна-дельї-Албанезі, що належить до історичної албанської спільноти Італії візантійсько-католицької традиції. Священниче рукоположення отримав 6 серпня 2003 року в катедральному соборі П'яна-дельї-Албанезі для єпархії П'яна-дельї-Албанезі. Проходив підготовку до дипломатичної служби у Папській церковній академії.
У 2006 році розпочав службу в апостольській нунціатурі в Еквадорі. Згодом був секретарем нунціатури в Таїланді (2010—2013) і при Раді Європи у Страсбурзі (2013—2015). У 2015—2020 роках працював у Державному секретаріаті Святого Престолу. У 2020—2025 роках обіймав посаду радника нунціатури у Венесуелі.
Володіє італійською, албанською, французькою, англійською та іспанською мовами; літургійно також використовує давньогрецьку відповідно до традиції Італо-албанської церкви.
25 березня 2025 року папа Франциск призначив його апостольським нунцієм у Білорусі та титулярним архієпископом Фйорентіно. Єпископську хіротонію отримав 22 травня 2025 року в базиліці Святого Петра у Ватикані з рук Державного секретаря Святого Престолу кардинала П'єтро Пароліна.